# Game Grumps

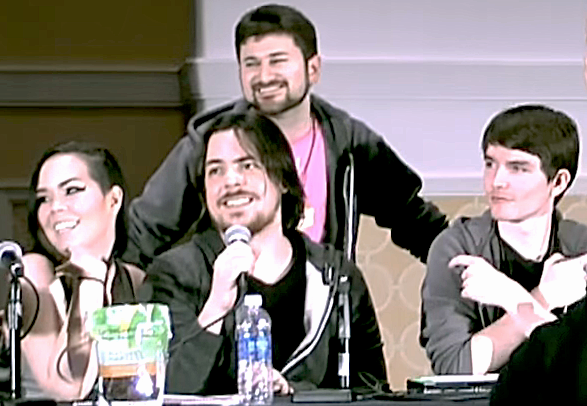
membres du Game Grumps

Game Grumps est une web-série dédiée au Let's Play créée par Arin Hanson et Jon Jafari. En 2013, Jafari quitte la direction de la série pour se consacrer à sa propre chaîne YouTube ; il est remplacé par Dan Avidan.
De juin 2013 à janvier 2016, Game Grumps rejoint le réseau Polaris appartenant au Maker Studios. En 2017, Game Grumps sort Dream Daddy: A Dad Dating Simulator un jeu de drague qu'il développe et édite.